# Schlotheimia muelleri
Schlotheimia muelleri är en bladmossart som beskrevs av Georg Ernst Ludwig Hampe 1879. Schlotheimia muelleri ingår i släktet Schlotheimia och familjen Orthotrichaceae. Inga underarter finns listade i Catalogue of Life.